# Forres
Forres (Farrais) is een plaats en voormalige burgh in het Schotse bestuurlijke gebied Moray en telt ongeveer 9.900 inwoners. De plaats, gelegen aan de rivier de Findhorn, ligt ongeveer 42 km ten oosten van Inverness en 19 km westzuidwest van Elgin.
Stadsrechten werden waarschijnlijk al in 1150 door koning David I van Schotland toegekend en in ieder geval bevestigd door koning Jacobus IV van Schotland in 1496. In deze plaats staat de Sueno's Stone, een Pictische steen, die een veldslag herdenkt tegen een inval van de Vikingen. Het toneelstuk Macbeth, geschreven door William Shakespeare speelt zich grotendeels af in Forres.
Forres ligt aan de A96, die loopt tussen Aberdeen en Inverness en de plaats verbindt met onder andere Elgin, Nairn en Keith. Forres heeft een station dat aan de rand van de plaats aan de Aberdeen to Inverness Line ligt.

## Partnersteden
- Mount Dora
- Vienenburg